# Altenkirchen (Kusel)
Pour les articles homonymes, voir Altenkirchen (homonymie).
Altenkirchen est une municipalité de la Verbandsgemeinde de Schönenberg-Kübelberg, dans l'arrondissement de Kusel, en Rhénanie-Palatinat, dans l'ouest de l'Allemagne.